# Цуцхвати (пещера)
Национальный памятник «Пещера Цуцхвати» (груз. ცუცხვათის მღვიმე) — карстовая пещера, которая находится в регионе Имерети, возле села Цуцхвати Ткибульского муниципалитета.
Имеет 13 уровней. В верхних уровнях пещеры были обнаружены археологические памятники, датируемые периодами начиная с среднего палеолита вплоть до Средних веков. На одиннадцатом уровне пещеры были найдены культовые предметы первобытных людей: расположенные особым образом черепа, бедренные кости и зубы пещерных медведей, кости других жертвенных животных. На седьмом-девятом уровнях были найдены следы использования в качестве фортификационных сооружений в Средние века: каменные стены, вырезанные ступени и обломки квеври (традиционных грузинских сосудов для вина). В пещере живет большая колония летучих мышей. 

## История изучения
Археологические исследования в пещере проводились в 1970-1971 годы и 1974-1975 годы, а также с 1998-1999 года по 2003-2004 годы, однако большая часть пещеры была не изучена до 2016 года. Масштабные исследования пещеры возобновились с 2017 года при поддержке Национального научного фонда Грузии имени Шота Руставели. 
В 1974 году в пещере был найден зуб мустьерского человека и множество каменных орудий.
В 2019 году в пещере был найден зуб неандертальца возрастом примерно 50 тысяч лет.